# 鳳儀站
鳳儀站（韓語：봉의역）是朝鮮民主主義人民共和國咸镜北道会宁市的一個鐵路車站，属于會寧煤礦線，废止时间不明。

## 历史
- 1928年8月11日，落成使用[1]。
- 不明，废止。

## 邻近车站
會寧煤礦線
永綏站 - 鳳儀站 - 遊仙站